# Miopanesthia pilosa
Miopanesthia pilosa är en kackerlacksart som först beskrevs av Hanitsch 1933.  Miopanesthia pilosa ingår i släktet Miopanesthia och familjen jättekackerlackor. Inga underarter finns listade i Catalogue of Life.